# Sclerophaedon nepalicus
Sclerophaedon nepalicus là một loài bọ cánh cứng trong họ Chrysomelidae. Loài này được Daccordi & Medvedev miêu tả khoa học năm 2000.